# José Pinheiro
José Pinheiro (Parigi, 13 giugno 1945) è un regista, montatore e sceneggiatore francese.

## Filmografia parziale
Regista e sceneggiatore
- Family Rock (1982)
- Les mots pour le dire (1983)
- Ventiduesima vittima... nessun testimone (Parole de flic) (1985)
- Mon Bel Amour (Mon bel amour, ma déchirure) (1987)
- Ne réveillez pas un flic qui dort (1988)
- La femme fardée (1990)

Regista
- Les beaux dimanches (1980) - film TV
- Les roses de Matmata (1986)
- Commissario Navarro (Navarro) (1997-2005) - serie TV; 8 episodi)
- La petite absente (2000) - film TV
- Le lion (2003) - film TV
- Ne meurs pas (2003) - film TV
- Il commissario Moulin (Commissaire Moulin) (2005-2006) - serie TV; 4 episodi
- Un Vrai Papa Noël (2008) - film TV
- Les fauves (2012) - film TV

Montatore
- Pink Floyd: Live at Pompeii (1972) - documentario
- Ce cher Victor (1975)
- Tchad 2: L'ultimatum (1975) - documentario
- Tchad 3 (1976) - documentario